# Lacrabe
 Lacrabe  (en occitano La Craba) es una población y comuna francesa, situada en la región de Aquitania, departamento de Landas, en el distrito de Mont-de-Marsan y cantón de Hagetmau.

## Demografía
| 210 | 186 | 187 | 204 | 170 | 185 |
| Para los censos de 1962 a 1999 la población legal corresponde a la población sin duplicidades (Fuente: INSEE [Consultar]) |     |     |     |     |     |